# داسو، پاکستان
داسو (به انگلیسی: Dasu) یک شهر در پاکستان است که در ناحیه کوهستان، پاکستان واقع شده‌است. داسو ۸۴۱ متر بالاتر از سطح دریا واقع شده‌است.